# Britta Larsson
Brita (Britta) Marie-Louise Larsson, gift och folkbokförd Thergen, född 1 november 1920 i Dalarö församling, Stockholms län, död 11 april 2017 i Sankt Görans distrikt i Stockholm, var en svensk skådespelare.
Larsson filmdebuterade 1939 och hon kom att medverka i tio filmproduktioner fram till och med 1941. Hon är gravsatt i minneslunden på Kungsholms kyrkogård i Stockholm.

## Filmografi
- 1939 – Valfångare
- 1939 – Rena rama sanningen
- 1939 – Filmen om Emelie Högqvist
- 1939 – Kadettkamrater
- 1939 – Landstormens lilla Lotta
- 1940 – Stora famnen
- 1940 – Stål
- 1940 – Juninatten
- 1940 – En, men ett lejon!
- 1941 – Den ljusnande framtid